# 坎德亞斯 (米納斯吉拉斯州)
坎德亞斯（葡萄牙語：Candeias）是一個位於巴西東南部米納斯吉拉斯州的市鎮，海拔934公尺，始建於1938年12月17日，距離首府美景市約240公里，毗鄰的市鎮有福米加、坎普贝卢、克里斯泰斯、聖安娜-杜雅卡雷、聖弗蘭西斯科迪保拉和卡馬紹。現任市長為羅德里戈·莫拉埃斯·拉莫涅爾（Rodrigo Moraes Lamounier）。

## 歷史
坎德亞斯原屬於坎普贝卢，且在1923年至1933年間被稱作坎德亞斯聖母鎮（Nossa Senhora das Candeias）。1938年12月17日，坎德亞斯根據第148號州法令，成為米納斯吉拉斯州下的獨立市鎮。
巴西地理統計局原本使用中區、小區等兩個區劃做為資料統計之用，2017年改制為中級地理區和直接地理區。坎德亞斯原屬於東米納斯中區（Oeste de Minas）下的坎普贝卢小區（Campo Belo），改制後則屬瓦爾任阿（Varginha）中級地理區下的坎普貝盧直接地理區。

## 氣候
坎德亞斯附近地區盛行熱帶高原氣候，周圍的環境主要是疏林草原。年均溫為20℃，最熱的月份是十月，月均溫為23℃，最冷的是六月，月均溫17℃。年平均降雨量為1422毫米，降雨最多的月份是1月，平均降雨量為347毫米，最少的為8月，降雨量為5毫米。

## 經濟

### 生產總值
巴西地理統計局2008年統計，坎德亞斯年生產總值為122,520,310雷亞爾，人均GDP為7,598.16雷亞爾。

### 人類發展指數
根據2000年聯合國開發計劃署的資料，坎德亞斯的人類發展指數為0.723，屬於中度發展。

## 人口
根據巴西地理統計局於2018年的估計，坎德亞斯共有14,883人，面積720.512平方公里，平均人口密度為20.66人/km2。

## 外部鏈結
- 坎德亞斯市長官方網站（页面存档备份，存于）
- 坎德亞斯市政廳（页面存档备份，存于）
- 坎德亞斯在IBGE上的資料（页面存档备份，存于）